# Margaret Leinen
Margaret Leinen (20 de septiembre de 1946 (78 años) es una oceanógrafa estadounidense; y, vicecanciller de Ciencias Marinas. Leinen fue nombrada la 11.º directora del Scripps Institución de Oceanografía, así como decana de la Escuela de Ciencias Marinas en la Universidad de California, San Diego. Es una oceanógrafa galardonada, con experiencia en la ciencia oceánica, el clima global, lo ambiental, la administración federal de la investigación, y las organizaciones sin fines de lucro.
Ha tenido un impacto importante en investigaciones al mar, dirigiendo 24 cruceros de estudios. Dirigió dos cruceros importantes: el DSV Alvin a la dorsal de Juan de Fuca y Mariana Back-Arc; estudiando sedimentación de pozos hidrotermales.

## Educación
En 1969, recibió el Bachelor en geología por la Universidad de Illinois, una maestría en oceanografía geológica por la Universidad Estatal de Oregón en 1975, y su doctorado en oceanografía en 1980 por la Universidad de Rhode Island.

## Personal
La pasión de Margaret por la geología le surgió en el primer año en la universidad de Illinois. Su profesor de geología tuvo un gran impacto en su opinión personal de la geología; Leinen tomaría parte en viajes de campo muy intuitivos junto a su profesor, así como estudiantes de posgrado en sus clases. Eso desempeñó un papel a gran escala en su elección de seguir geología a otras longitudes.
Margaret ha enfatizado la necesidad de la diversidad en geología. Afirma que las mujeres y los grupos minoritarios necesitan estar representados en la geología. Destaca la idea de que los grupos minoritarios aportan nuevas perspectivas al enfoque científico. Y señala la importancia de prevenir el estancamiento dentro de la investigación científica.

## Carrera
Leinen es una líder nacional en oceanografía. Se interesó y contribuyó a investigar en muchos campos, como paleo-oceanografía, paleoclimatología, ciclos biogeoquímicos, y cambio climático.
Anteriormente, fue vicerrectora de Programas Marinos y Ambientales y decana de la Escuela de Posgrado de Oceanografía de la Universidad de Rhode Island; Directora asistente en Geociencias y Coordinadora de Educación y Estudios Ambientales en la Fundación de Ciencia Nacional, Presidenta del Fondo de Respuesta del Clima; y, vicerrectora de Iniciativas Marinas y Ambientales y directora ejecutiva de la Rama de Puerto del Instituto Oceanográfico de la Universidad Atlántica de Florida.
Es presidenta del Consejo de administración de la Unión Americana de Geofísica; miembro del Consejo Nacional de Ciencia y Ambiente; miembro del distinguido Consejo de Liderazgo de la Iniciativa Conjunta de la Comisión Oceánica; y expresidenta de la Sociedad de Oceanografía
Leinen definió las técnicas utilizadas para dividir la composición química del sedimento en su obra "The origin of paleochemical signatures in North Pacific pelagic clays" ("El origen de las firmas paleoquímicas en las arcillas pelágicas del Pacífico Norte"). También encontró una manera de medir con mayor exactitud el contenido de ópalo en sedimentos de aguas profundas utilizando una técnica que no se basa en la integridad estructural. Esta técnica se describe en su publicación "A normative calculation technique for determining opal concentrations in deep-sea sediment" ("Una técnica de cálculo normativo para determinar las concentraciones de opalos en sedimentos de aguas profundas").

## Honores

### Membresías
- De la Asociación Estadounidense para el Avance de la Ciencia[7]
- De la Sociedad Geológica de América.[8]
- 2016, fue seleccionada como Enviado de Ciencia de los EE. UU. por el Departamento de Estado de los Estados Unidos.[9]